# 高乙那

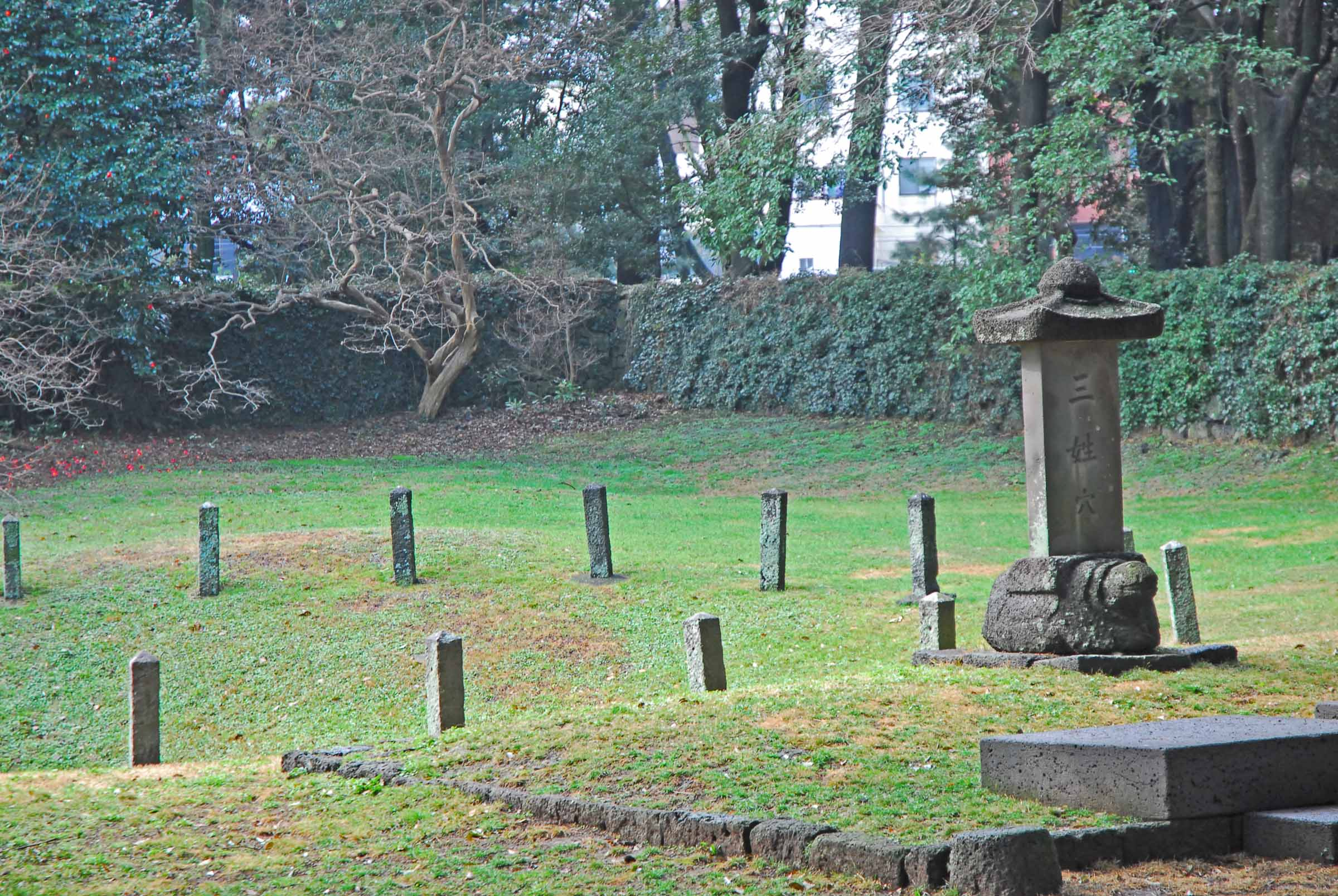
三姓穴

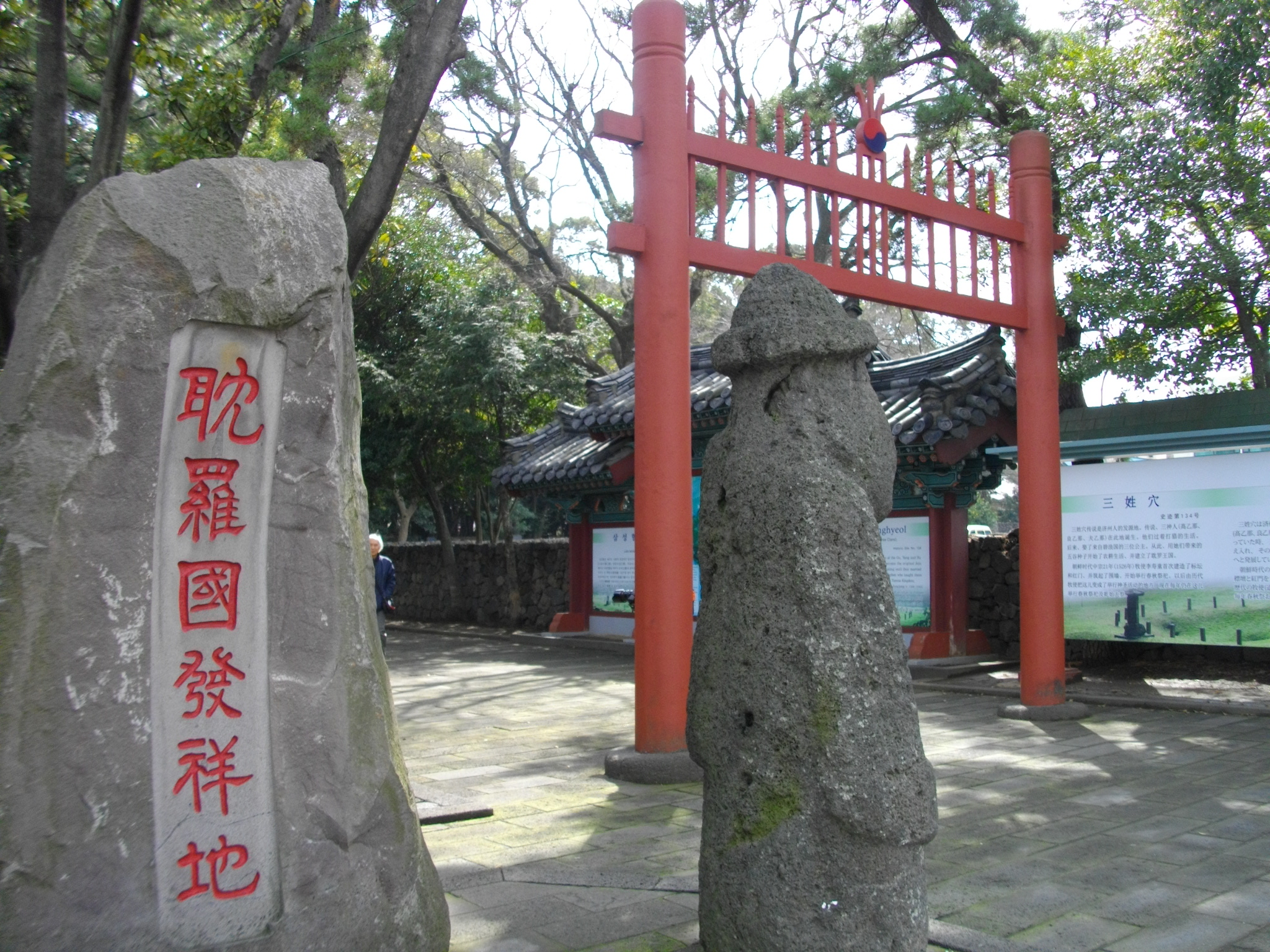
「耽羅国発祥地」の碑

高乙那（こうるな、朝鮮語: 고을나、生没年不詳）は、三姓神話に伝わる耽羅国の建国者。朝鮮氏族の済州高氏の始祖である。

## 人物
『高麗史』地理志に引用された『古記（朝鮮語: 고기）』によると、太古、済州島には人が住んでいなかった。ある日、漢拏山の北山麓の地の三姓穴から三神人があらわれた。一人は良乙那、二人は高乙那、三人は夫乙那である。三神人は、狩りをしながら暮らしていたが、ある日、日本国から流れてくる木箱を発見した。木箱を開けてみると、青い衣を着た美しい三人の日本国王の娘、子牛、子馬と五穀の種が入っていた。良乙那、高乙那、夫乙那の三神人は、それぞれ日本国王の娘と婚姻し、集落をつくり、産業と五穀の栽培をはじめ、良乙那が定着した集落を一徒、高乙那が定着した集落を二徒、夫乙那が定着した集落を三徒とした。
筧敏生は、耽羅国の豪族である高乙那、良乙那、夫乙那の末裔が新羅、高麗から「星主」「王子」「都内」などの称号を下賜されている点に注目し、済州島の地域的統合が高麗に至っても確立していないと評価した。筧敏生は、耽羅が百済、新羅、高麗に従属していた点を重視し、権力構造が階層的に秩序化されていなかったことも含め、耽羅国が王朝として未成熟であったことを指摘している。